# مقاطعة مونرو (ألاباما)
مقاطعة مونرو (بالإنجليزية: Monroe County, Alabama)‏ هي إحدى مقاطعات ولاية ألاباما في الولايات المتحدة. تأسست سنة 1815 (Prior to Statehood)، بلغ عدد سكانها 23068 نسمة في عام 2010 حسب إحصاء مكتب تعداد الولايات المتحدة وتصل الكثافة السكانية فيها 8.6 نسمة/كم2.

## وصلات خارجية
- www.monroecountyal.com